# Ovadendron sulphureo-ochraceum
Ovadendron sulphureo-ochraceum är en svampart som först beskrevs av J.F.H. Beyma, och fick sitt nu gällande namn av Sigler & J.W. Carmich. 1976. Ovadendron sulphureo-ochraceum ingår i släktet Ovadendron, divisionen sporsäcksvampar och riket svampar.   Inga underarter finns listade i Catalogue of Life.